# الرسالة إلى تيطس

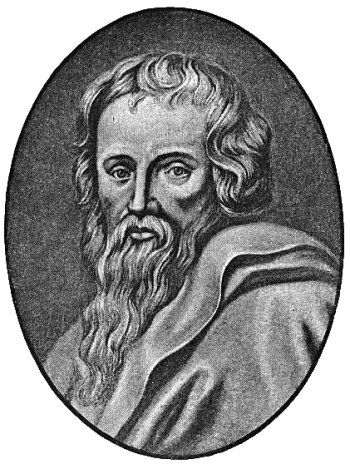
صورة لبولس

الرسالة إلى تيطس هي إحدى رسائل العهد الجديد التي تنسب إلى الرسول بولس، وهي إحدى الرسائل الرعوية – الرسائل الموجهة إلى تيموثاوس و‌تيطس و‌فليمون – أي الرسائل التي كتبت لإرشاد وتشجيع راع كنيسة ما. وهذه الرسالة موجهة من بولس «عبد الله ورسول يسوع المسيح»  إلى تيطس «الابن الصريح حسب الايمان المشترك» ، وتيطس هذا كما هو مبين في متن الرسالة كان معينا من قبل بولس لرعاية المسيحيين في جزيرة كريت بل أنه كان أسقفهم بحسب التقليد الكنسي.

## لمحة عن تيطس

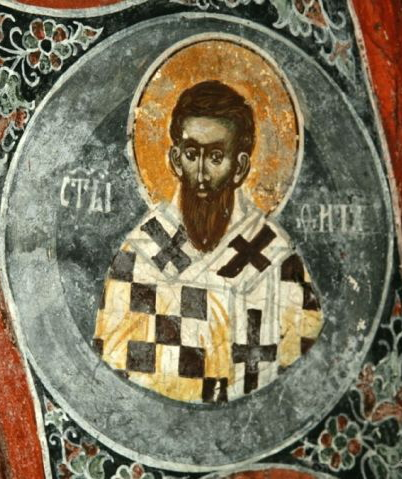
الرسول المقدس تيطس من كريت؛ كوسوفو، القرن الرابع عشر. فرن البطريرك. كنيسة القديس نيقولاي

كان تيطس يوناني الجنس  ومن المحتمل انه دخل المسيحية بسبب بولس لذلك يسميه الابن الصريح في الإيمان ، وبحسب يوحنا ذهبي الفم فأن تيطس كان من مرافقي بولس المقربين جدا لذلك اعتمد عليه في إدارة أوضاع الكنيسة في كريت، وكان سابقا قد اصطحبه معه في عدد من أسفاره، كزيارته إلى أورشليم  وحضوره معه فيها المجمع الأول وأخيرا تركه في جزيرة كريت «ليكمل الأمور الناقصة» ، وخلال فترة سجن بولس الثانية كان تيطس معه فترة من الزمن ذهب تركه وذهب إلى دلماطية ، وبحسب التقليد الكنسي توفي عن عمر يناهز الـ 94 سنة واستنادا إلى جيروم فأنه عاش حياة البتولية. يكن له سكان مدينة البندقية الإيطالية احتراما كبيرا ويعتبرونه من المبشرين الذين أدخلوا المسيحية إلى مدينتهم.

## مضمون الرسالة
الإصحاح الأول: المهام الموكلة إلى تيطس في كريت.
الإصحاح الثاني: وصايا للمؤمنين على اختلاف فئاتهم.
الإصحاح الثالث: العلاقة بين المؤمنين والمجتمع.

## مواضيع ذات صلة
- بولس
- تيطس

## مواقع خارجية
- تفسير العهد الجديد-القمص تادرس يعقوب الملطي